# Línea 4 (Metro de Sevilla)
La línea 4 será la circular del metropolitano sevillano. Seguirá el trayecto Ronda del Tamarguillo (Este-Norte), Macarena, Américo Vespucio y Ronda de Triana (Oeste), para seguir por la Avenida Juan Pablo II y enlazar con la Ciudad Sanitaria Virgen del Rocío (discurriendo bajo el campus universitario de Reina Mercedes) para desembocar de nuevo en la Ronda del Tamarguillo.  

## Estado
El proyecto de la línea 4 se encuentra paralizado, a espera de revisión del proyecto y financiación.

## Características generales
- Municipios: Sevilla
- Número de estaciones: 24 (ver cuadro a la derecha)
- Estimación de viajeros diarios: 83.000
- Estimación de viajeros anuales: 25.254.300
- Coste: Entre 1.082 y 1.090 millones de Euros
- Distritos por los que discurre: 5
- Población servida: 152.031 habitantes aprox.
- Profundidad media:
- Método constructivo: Pantallas, salvo en el tramo Delicias-Celestino Mutis, que se ejecutará con tuneladora.

| L4 Circular         | L4 Circular     |
| ------------------- | --------------- |
| Apertura            | En proyecto     |
| Última ampliación   | Ninguna         |
| Operada por         | Sin datos       |
| Conducción          | ATO             |
| Electrificación     | 750 Vcc         |
| Material móvil      | Sin datos       |
| Velocidad máxima    | 70 Km/h         |
| Velocidad media     | 30 Km/h         |
| Estaciones          | 24              |
| Gálibo              | estrecho        |
| Andenes             | 65 m            |
| Longitud            | 17.700 m aprox. |
| Interestación media |                 |
| Frecuencia          |                 |

## Vehículos
- Anchura exterior (mm): 2650
- Longitud entre testeros (mm): 31260
- Alimentación (Vcc catenaria): 750
- Altura de piso (mm): 350
- Altura del vehículo (mm): 3390
- Paso libre puertas (mm): 1300/800
- Estructura de caja: acero inoxidable ferrítico en costados y cubierta y acero corten en bastidor
- Puertas por costado: 6
- Composición: cinco cajas articuladas apoyadas sobre tres bogies
- Velocidad máxima (km/h): 70
- Potencia total (kW): 8 x 70
- Plazas sentadas por unidad de tren: 54
- Total plazas: 275
- Plazas de pie por coche: 221
- Aceleración arranque (m/s²): 1,2
- Prestaciones:
  - Aire acondicionado
  - Aire acondicionado en sala de viajeros
  - Aire acondicionado de cabina ATP
  - Información de destino
  - Información acústica y visual
  - Anuncio automático de estaciones y gráficos de línea activos
  - Equipamiento: enganche plegable de tipo Scharfenberg